# Saône (Doubs)
Saône é uma comuna francesa na região administrativa de Borgonha-Franco-Condado, no departamento de Doubs. Estende-se por uma área de 20,55 km². Em 2010 a comuna tinha 3 368 habitantes (densidade: 163,9 hab./km²).